# GNS Gesellschaft für Nuklear-Service
Die GNS Gesellschaft für Nuklear-Service mbH (GNS) ist ein auf Produkte und Dienstleistungen im Bereich der Entsorgung und Stilllegung kerntechnischer Anlagen spezialisiertes Unternehmen. Ihr bekanntestes Produkt sind die Castor-Behälter für abgebrannte Brennelemente und hochradioaktive Abfälle. Daneben fertigt die Firmengruppe verschiedene Transport- und Lagerbehälter für schwach- und mittelradioaktive Abfälle sowie Anlagen zur Abfallkonditionierung. GNS entstand im Jahr 1977 aus der 1974 gegründeten GNT Gesellschaft für Nukleartransporte mbH.
Die GNS ist mit mehreren Standorten national sowie international vertreten und hat ihren Hauptsitz in der Frohnhauser Straße 67 in Essen. Die Unternehmen der GNS-Gruppe haben zusammen rund 1.000 Mitarbeiter und erzielen einen Umsatz von rund 400 Millionen Euro.

## Eigentümer
Gesellschafter der GNS sind die E.ON-Tochter Preussenelektra (50,5 %), die RWE-Tochter RWE Nuclear (28 %), die EnBW Energie Baden-Württemberg (16 %) und Vattenfall-Tochter Vattenfall Europe Nuclear Energy (5,5 %).

## Hauptbeteiligungen
GNS hält 100 % an den folgenden Firmen:
- WTI Wissenschaftlich-Technische Ingenieurberatung GmbH in Jülich[3]
- Höfer & Bechtel GmbH in Mainhausen[3]
- Eisenwerk Bassum GmbH in Bassum[3]
- Aachen Institute for Nuclear Training GmbH in Stolberg[3]
- GNS Power Alloys GmbH in Gladbeck[3]

## Ehemalige Tochterunternehmen
Im Rahmen der Neuordnung der Verantwortlichkeiten in der kerntechnischen Entsorgung hat GNS 2017 ihren 75 %-Anteil an der Deutschen Gesellschaft zum Bau und Betrieb von Endlagern für Abfallstoffe sowie die 100%ige Beteiligungen an dem Brennelemente-Zwischenlager Gorleben, dem Abfall-Zwischenlager Gorleben und dem Zwischenlager Ahaus an den Bund abgegeben.
Bis zu ihrer Verschmelzung mit der GNS am 30. September 2004 bestand eine hundertprozentige Beteiligung an der Gesellschaft für Nuklear-Behälter mbH (GNB) – spezialisiert auf die Entwicklung und Herstellung von Nuklearbehältern (z. B. CASTOR-Behälter).

## Zurückgerufene CASTOR-Behälter
2014 hat die Bundesanstalt für Materialforschung und -prüfung (BAM) den Einsatz von insgesamt 44 Behältern für kerntechnische Abfälle mit hoher Wärmeentwicklung untersagt. Der Grund ist eine eventuell unvollständige Überprüfung der Behälter bei der Auslieferung. Vier Castoren sind bereits beladen und stehen im Zwischenlager am Kernkraftwerk Unterweser im Landkreis Wesermarsch. Das Bundesumweltministerium sagt dazu: „Dass Qualitätsvorschriften für Castorbehälter nicht eingehalten werden, ist schlicht nicht akzeptabel.“